# Ecru (Mississippi)
Ecru è una città (town) degli Stati Uniti d'America, situata nella contea di Pontotoc, nello Stato del Mississippi.